# David McCandless
David McCandless (...) è un programmatore, giornalista, designer e copywriter britannico specializzato in infografica.
Le prime esplorazioni sulla sinergia tra la visualizzazione dei dati e il suo lavoro di giornalista hanno portato allo sviluppo di Information Is Beautiful, di cui è fondatore, e alla successiva pubblicazione del suo libro omonimo (titolo statunitense "A Visual Miscellaneum").
David McCandless ha iniziato la sua carriera scrivendo per riviste di videogiochi di culto come Your Sinclair e PC Zone alla fine degli anni '80 e '90, prima di passare a lavorare per la rivista The Guardian e Wired . Dalla pubblicazione di Information Is Beautiful nel 2009, il suo lavoro di progettazione delle informazioni è apparso in numerose pubblicazioni, tra cui The Guardian, Wired e Die Zeit, ed è stato anche esposto al Museum of Modern Art di New York, the Wellcome Trust gallery a Londra e alla Tate Britain .
Il suo secondo libro Knowledge Is Beautiful è stato pubblicato nel 2014.
McCandless è un alunno del Westfield College .

## Opere
- Information is Beautiful (2009)
- Knowledge is Beautiful (2014)